# Dolok Marawa
Dolok Marawa is een bestuurslaag in het regentschap Simalungun van de provincie Noord-Sumatra, Indonesië. Dolok Marawa telt 977 inwoners (volkstelling 2010).